# Rivula trilineata
Rivula trilineata là một loài bướm đêm trong họ Erebidae.